# Jan Scheepstra
Johannes Ludzer (Jan) Scheepstra (Hoensbroek, 29 december 1959 – Utrecht, 13 januari 2018) was een ondernemer en een vooraanstaand persoon binnen de lhbt-beweging in Utrecht.
Jan Scheepstra groeide op in Hoensbroek en verhuisde met zijn gezin in 1969 naar Paranam in Suriname. In 1971 verhuisde het gezin naar Utrecht, waar Jan de rest van zijn leven woonde. Hij deed het Atheneum op College De Klop van 1972 tot 1978 en studeerde Gezondheidskunde en Biologie op de Utrechtse lerarenopleiding van 1977 tot 1981, nu Hogeschool Utrecht.
Scheepstra werd bekend als exploitant van "De Roze Wolk" van 1982 tot 2006, de eerste homodisco in Utrecht. Twee jaar na de opening van "De Roze Wolk" opende hij boven deze disco, die gevestigd was in een werfkelder aan de Oudegracht, het homocafé "De Wolkenkrabber" met zijn zakenpartner Ton Alkemade.
In 1997 was Scheepstra een van de initiatiefnemers van het Midzomergracht festival – een jaarlijks terugkerend, meerdaags evenement dat in Utrecht gehouden wordt en uit verschillende activiteiten bestaat – en in 2005 ook een van de initiatiefnemers van de EuroGames, een Europees homosportevenement.
Scheepstra overleed op 13 januari 2018 op 58-jarige leeftijd. Hij was sinds 2016 gehuwd met Evert van der Veen met wie hij 34 jaar samenleefde.
Scheepstra ontving postuum op 17 juni 2018 de Annie Brouwer-Korfprijs van de gemeente Utrecht voor zijn jarenlange inzet voor de regenbooggemeenschap in Utrecht. Burgemeester Jan van Zanen reikte de prijs uit aan zijn echtgenoot.